# Thomas Doe
Thomas Bartwell „Tom” Doe (ur. 12 października 1912 w Tacoma, zm. 19 lipca 1969 w Hendersonville) – amerykański bobsleista, srebrny medalista igrzysk olimpijskich w 1928 i ich najmłodszy uczestnik. W latach 20. mieszkał w Europie. Stany Zjednoczone nie posiadały drużyny bobslejowej, więc szukały reprezentantów wśród emigrantów w Europie. Doe został wybrany, mimo że w czasie igrzysk miał zaledwie 15 lat. Był on synem prezesa Sperry Corporation, która później przejęła Vickers Corporation. Po śmierci ojca Doe przejął firmę. Pod koniec życia opiekował się mleczarnią w Asheville.

## Wyniki olimpijskie
- Bobsleje na Zimowych Igrzyskach Olimpijskich 1928 – 3:21 (bobsleje piątki)[3].

Pozostali członkowie amerykańskiej załogi bobslejowej, która zdobyła srebrny medal w 1928:
- Jennison Heaton
- David Granger
- Lyman Hine
- Jay O’Brien